# Heilig-Geist-Spital
Heilig-Geist-Spital oder Heiliggeistspital, Heilig-Geist-Hospital, Hospital St. Spiritus, Spital des heiligen Geistes und ähnlich ist die Bezeichnung für zahlreiche Hospitalstiftungen seit dem Mittelalter.

## Geschichte
Kurz nach 1200 entstanden die ersten Hospitäler mit dem Patrozinium des Heiligen Geistes (lateinisch Sanctus Spiritus). Vorbild war wahrscheinlich das Spital Santo Spirito in Sassia in Rom des Ordens der Hospitaliter vom Heiligen Geist.
Bis etwa 1350 entstanden Heilig-Geist-Hospitäler in den meisten Städten Mittel- und Westeuropas. Diese lagen bei ihrer Gründung oft unmittelbar vor der Stadtmauer an einer wichtigen Handelsstraße. Durch Stadterweiterungen kamen sie dann später in die Stadt, bei unveränderter Lage. Die Heilig-Geist-Hospitäler wurden meist vom Rat der Stadt unterhalten und durch Spenden und Stiftungen finanziert. In ihnen wohnten Arme, Kranke und Reisende, sowie sich selbst finanzierende Bewohner (Pfründner). In kleineren Städten waren sie oft die einzigen Hospitäler. Daneben gab es häufig Georgenhospitäler vor der Stadt für Personen mit ansteckenden Krankheiten sowie je nach Ort weitere Hospitäler.
Seit dem 16. Jahrhundert entwickelten sie sich häufig zu Kranken- oder Armenhäusern.
In der Gegenwart sind Heilig-Geist-Hospitäler meist Krankenhäuser oder Seniorenheime.

## Deutschland

### Bayern
- Heilig-Geist-Spital (Aichach)
- Heilig-Geist-Spital (Augsburg)
- Heilig-Geist-Spital (Burghausen)
- Heilig-Geist-Spital (Dinkelsbühl)
- Heilig-Geist-Spital (Eichstätt), siehe Kloster Heilig Geist (Eichstätt)
- Heiliggeistspital (Freising)
- Heilig-Geist-Spital (Füssen)
- Heilig-Geist-Spital (Ingolstadt)
- Hospitalstiftung zum Heiligen Geist (Kaufbeuren)
- Heilig-Geist-Spital (Landsberg Lech).
- Spital Heilig Geist (Landshut)
- Kreuzherrenkloster Memmingen
- Heilig-Geist-Spital (München)
- Heilig-Geist-Spital (Nördlingen)
- Heilig-Geist-Spital (Nürnberg)
- Heilig-Geist-Spital (Passau)
- Heilig-Geist-Spital (Pfaffenhofen a.d. Ilm)
- Heilig-Geist-Spital (Pforzheim)
- Heilig-Geist-Spital (Rothenburg ob der Tauber)
- Heilig-Geist-Spital (Schongau)
- Spital zum Heiligen Geist (Schweinfurt)
- Heilig-Geist-Spital (Wangen im Allgäu)
- Bürgerspital zum Heiligen Geist (Würzburg)

### Baden-Württemberg
- Altes Spital (Bad Wimpfen)
- Heilig-Geist-Spital (Bensheim)
- Der Hospital zum Heiligen Geist in Biberach
- Heilig-Geist-Spital (Blaubeuren)
- Heilig-Geist-Spital (Crailsheim)
- Heilig-Geist-Spital (Ehingen)
- Heiliggeistspital (Freiburg)
- Heilig-Geist-Spital (Hattingen)
- Heilig-Geist-Spital (Heidelberg)
- Heilig-Geist-Spital (Konstanz)
- Heilig-Geist-Spital (Lindau)
- Heilig-Geist-Spital (Markgröningen)
- Heilig-Geist-Spital (Mindelheim)
- Heilig-Geist-Spital (Ravensburg)
- Hospital zum Heiligen Geist (Rottenburg am Neckar)
- Spital zum Heiligen Geist (Schelklingen)
- Spital zum Heiligen Geist (Schwäbisch Gmünd)
- Hospital zum Heiligen Geist (Schwäbisch Hall)
- Heilig-Geist-Spital (Überlingen)
- Heilig-Geist-Spital (Villingen)
- Heilig-Geist-Spital (Wimpfen)

### Brandenburg und Berlin
- Heilig-Geist-Spital (Berlin)
- Heilig-Geist-Hospital (Jüterbog)

### Hessen
- Hospital zum heiligen Geist (Frankfurt am Main)
- Hospital zum Heiligen Geist (Fritzlar)
- Heilig-Geist-Spital (Fulda)
- Alt-Hanauer Hospital (Hanau)

### Mecklenburg-Vorpommern
- Hospital zum Heiligen Geist (Bützow)
- St. Spiritus (Pasewalk)
- Heiligen-Geist-Hospital (Rostock)
- Heilgeisthospital (Stralsund)
- Heiligen-Geist-Hospital (Wismar)

### Niedersachsen
- St. Spiritus (Einbeck)
- Heilig-Geist-Spital und Stift (Hannover)
- Heilig-Geist-Spital (Heek)
- Trinitatis-Hospital (Hildesheim)
- Hospital zum Großen Heiligen Geist (Lüneburg)

### Nordrhein-Westfalen
- Heilig-Geist-Hospital (Bingen)
- Hospital zum Heiligen Geist (Boppard)
- Heiliggeisthaus (Köln)
- Heilig-Geist-Spital (Recklinghausen)

### Rheinland-Pfalz
- Heilig-Geist-Spital (Mainz)
- Heilig-Geist-Spital (Münstermaifeld)
- Heilig-Geist-Hospital (Worms)

### Sachsen
- Heilig-Geist-Hospital (Görlitz)
- Hospital zum heiligen Geist (Zahna)

### Sachsen-Anhalt
- St. Spiritus (Havelberg)
- Heiliggeist-Hospital (Quedlinburg)

### Schleswig-Holstein und Hamburg
- Hospital zum Heiligen Geist (Hamburg)
- Heiligen-Geist-Hospital (Lübeck).

### Thüringen
- Hospital Zum Heiligen Geist (Bad Tennstedt)
- Großes Hospital (Erfurt)

### Ost- und Westpreußen
- Hospital zum Heiligen Geist (Königsberg in Preußen)

### Weitere
- Hospital St. Spiritus (Münden)
- Heilig-Geist-Spital (Rain)
- Heilig-Geist-Spital (Schlanders)
- Heilig-Geist-Spital Stephansfeld, Sitz des oberdeutschen Provinzialmeisters der Hospitaliter vom Heiligen Geist
- Heilig-Geist-Hospital (Treysa)
- Heilig-Geist-Spital (Vilsbiburg)

## Weitere Länder

### Estland
- Püha Vaimu kirik

### Frankreich
- Temple St-Esprit (Besançon)
- Hospital des Heiligen Geistes (Brilon)

### Italien
- Heilig-Geist-Spital (Bozen)
- Santo Spirito in Sassia
- Santo Spirito del Ponte, siehe Alba (Piemont)

### Österreich
- Heilig-Geist-Spital (Mühldorf am Inn)

### Schweiz
- Spital zum Heiligen Geist (Schaffhausen), auch Hospitale sancti spiritus
- Heilig-Geist-Spital (St. Gallen)
- Bürgerspital (Rapperswil)
- Heilig-Geist-Spital (Zürich), siehe Geschichte der Stadt Zürich#Die Entwicklung zur Reichsstadt
- ehemaliges Heiliggeistspital in Chur

### Slowakei
- Heilig-Geist-Spital (Košice)